# Opération Fantômette
Opération Fantômette est le 9e roman de la série humoristique Fantômette créée par Georges Chaulet.
Le roman, publié en 1966 dans la Bibliothèque rose des éditions Hachette, comporte 182 pages. 
Il évoque la tentative de Fantômette d'empêcher le Furet de commettre des activités délictuelles au Pays basque près de Saint-Jean-de-Luz. Mais longtemps la jeune aventurière ignore quels sont ses plans exacts et donc comment les contrecarrer.

## Notoriété
De 1961 à 2000, les ventes cumulées des titres de Fantômette s'élèvent à 17 millions d'exemplaires, traductions comprises.
Le roman Opération Fantômette a donc pu être vendu à environ 200 000 exemplaires.
Comme les autres romans, il a été traduit en italien, espagnol, portugais, en flamand, en danois, en finnois, en turc, en chinois et en japonais.

## Personnages principaux
- Françoise Dupont / Fantômette : héroïne du roman
- Ficelle : amie de Françoise et de Boulotte
- Boulotte : amie de Françoise et de Ficelle
- Le Furet : bandit, voleur, ennemi récurrent de Fantômette
- Alpaga et Bulldozer : hommes de main du Furet
- Etcheberry : marin basque pilotant une petite vedette, l'Askéna

## Résumé
Remarque : le résumé est basé sur l'édition cartonnée non abrégée parue en 1966 en langue française.
- Mise en place de l'intrigue (chapitres 1 à 3)

Alors qu'elle est en vacances au Pays basque, Fantômette croise la route du Furet et de ses complices, Alpaga et Bulldozer, non loin d'un blockhaus de la Seconde guerre mondiale. Le lendemain, Françoise, Ficelle et boulotte se baignent dans la mer et jouent sur la plage. Prenant son masque et son tuba, Ficelle plonge sous un petit yacht (« L'Askéna ») et déclare à ses amies avoir vu « des jambes sous le bateau ». Françoise comprend vite que son amie a vu un homme-grenouille qui passait à travers une écoutille.
Fantômette apprend que le Furet a fait appel à un étameur, un professionnel de la soudure, mais... pour quel motif ?
- Aventures et enquête (chapitres 4 à 11)

Profitant de l’absence des trois bandits qu'elle a envoyés voir un film au cinéma, Fantômette fouille lé résidence du Furet sans rien trouver. Mais les bandits reviennent plus tôt que prévu. L'aventurière se cache dans une armoire mais est découverte. Après une conversation courtoise avec le Furet où elle apprend que ce dernier n’envisage aucun cambriolage ni aucune attaque de banque, elle ouvre une fenêtre et se jette dans le vide, utilisant sa cape comme un parachute.
Le lendemain, Ficelle veut faire voler son cerf-volant haut dans le ciel. Elle en est empêchée par l'intervention du Furet.
Françoise organise un plan pour découvrir les plans du Furet : elle parvient à bloquer le téléphone des bandits, ce qui lui permet d'intercepter une conversation téléphonique intéressante : les plans du bandit sont en lien avec l’arrivée prochaine du cargo Caraïbes.
Le lendemain, les trois jeunes filles voient le Furet utiliser dans sa maison d'habitation des sortes de tubes ou tuyaux qu'il envoie au bas de la falaise avec une canne à pêche. Ficelle émet une théorie : le Furet rechercherait un galion englouti. Se promenant avec leur barque Splendeur des océans, Ficelle utilise un « hydroscope » de son invention. Ficelle et Boulotte sont faites prisonnières par Etcheberry, un complice basque du Furet, et emmenés à bord de l'Askéna. Fantômette intervient, fait libérer ses amies et ordonne à Etcheberry de quitter la côte basque, ce que l'homme promet de faire. Elle a saboté la vedette.
Le lendemain, les jeunes filles participent à un jeu de plage consistant à modeler des statues d'animaux avec du sable. Tandis que Boulotte choisit de modeler un petit cochon, Ficelle construit une girafe dont le cou et la tête s'effondrent sous le poids du sable. C'est Françoise qui remporte le concours avec une panthère de sable.
Alors qu'Etcheberry et son petit navire revienne dans la rade, Fantômette comprend leur but. Elle a compris qu'il existait un lien entre la résidence du Furet et le blockhaus sur la plage en bas duquel les « tuyaux » avaient été immergés : un souterrain, tout simplement.
- Dénouement et révélations finales (chapitres 12 et 13)

Fantômette retourne dans le blockhaus pour récupérer ce que le Furet avait inséré dans les tubes soudés : cinq toiles de Picasso qui devaient quitter l'Europe continentale à bord du cargo Caraïbes. Le Furet intercepte la jeune aventurière dans le bunker et s'apprête à la faire de nouveau jeter à la mer depuis la fenêtre, mais cette fois-ci avec une lourde pierre attachée au cou. Les policiers et les douaniers interviennent, interpellant les trois bandits et libérant Fantômette, qui leur explique où se trouvent les précieuses toiles enroulées dans les tubes soudés.